# Carl Froch
Carl Martin Froch (Nottingham, 2 de julho de 1977) é um pugilista britânico, que foi campeão mundial dos pesos super-médios pelo Conselho Mundial de Boxe.

## Biografia
Antes de se tornar um boxeador profissional, Froch conquistou uma medalha de broze no Campeonato Mundial de Boxe Amador de 2001, demonstrando que poderia vir a se tornar um campeão entre os profissionais.

### Início de carreira
Na sua estreia como boxeador profissional, ocorrida em março de 2002, Froch derrotou Michael Pinnock, mediante um nocaute técnico, no quarto assalto. Froch então emplacou mais oito vitórias consecutivas, quase sempre através de nocautes rápidos, antes de, em novembro de 2003, subir ao ringue contra Alan Page, em um confronto válido pelo título vago de campeão inglês dos super-médios.
Page, à época deste confronto, possuía um cartel similar ao de Froch, sendo que ambos lutadores ainda se encontravam invictos em suas carreiras. Impondo-se sobre seu adversário, Froch venceu o duelo, mediante um nocaute técnico no sétimo assalto, tornando-se assim no novo campeão inglês dos super-médios. Por outro lado, Page realizaria apenas mais uma luta na carreira e depois abandonaria o boxe.

### Estrelato no Reino Unido
Depois de conquistar o título de campeão inglês dos super-médios, em novembro de 2004, Froch liquidou Damon Hague, em apenas um único assalto, em uma luta válida pelo título vago de campeão dos super-médios da Comunidade Britânica.
Uma vez detentor dos títulos inglês e da Comunidade Britânica dos super-médios, entre 2004 e 2007, Froch manteve-se no topo dos lutadores britânicos de sua categoria, tendo obtido inclusive vitórias sobre adversários mais expressivos, tais como Brian Magee, Tony Dodson e Robin Reid.

### Conquista do título mundial dos super-médios
Então, quando Joe Calzaghe deixou vago seu cinturão dos super-médios do Conselho Mundial de Boxe, os dois lutadores chamados para disputar o título mundial foram Carl Froch, a sensação inglesa daquele momento, e Jermain Taylor, o grande ex-campeão mundial dos pesos-médios. Porém, com a recusa de Taylor de tomar parte nesta luta, o novo adversário escolhido para duelar contra Froch acabou sendo o canadense Jean Pascal.
Subindo ao ringue, em dezembro de 2008, Froch e Pascal lutaram doze assaltos, ao término dos quais os jurados sinalizaram uma vitória unânime a favor de Froch, que desta maneira havia se tornado campeão mundial dos super-médios pelo Conselho Mundial de Boxe.
Poucos meses mais tarde, em abril de 2009, em sua primeira defesa de título mundial, Froch teve de enfrentar justamente Jermain Taylor, que era apontado nas casas de apostas como o favorito para vencer este combate, apesar de Taylor ter entrado como o desafiante nesta luta contra o campeão Froch.
Uma vez iniciado o combate entre Froch e Taylor, a princípio parecia que o prognóstico a favor de Taylor se confirmaria, quando Froch foi nocauteado no terceiro assalto. Recuperando-se da sua primeira queda sofrida na carreira, Froch então começou a controlar as ações da luta nos rounds seguintes, até que enfim conseguiu nocautear Taylor no último assalto da luta. Taylor ainda teve forças para se reerguer, todavia, uma vez reiniciado comabte, Froch encurralou Taylor nas cordas, o que levou o árbitro a interromper o combate.

### Torneio Super Six
Após confirmar seu título diante de um oponente extremamente respeitável como Jermain Taylor, Froch não se acomodou e, em julho de 2009, aceitou fazer parte de um torneio, patrocinado pelo canal de televisão Showtime, reunindo seis dos melhores lutadores mundiais na categoria dos super-médios.
Em sua primeira luta, dentro desta competição, realizada em outubro de 2009, Froch obteve um vitória apertada sobre o medalhista olímpico Andre Dirrell, em uma decisão dividida dos jurados a favor de Froch. Seis meses mais tarde, porém, Froch não viria ter a mesma sorte diante do dinamarquês Mikkel Kessler, que havia entrado na competição como o detentor do título mundial dos super-médios pela Associação Mundial de Boxe. 
Kessler vinha de uma derrota contra Andre Ward, o que tinha lhe custado a perda seu cinturão, todavia, diante de Froch, Kessler conseguiu se redimir, mediante uma vitória nos pontos, em uma decisão unânime dos jurados. Entretanto, após ter conseguido capturar o cinturão dos super-médios do Conselho Mundial de Boxe, antes pertencente à Froch, Kessler foi forçado a abandonar a competição, em virtude de uma lesão no seu olho. 
Desta maneira, com a saída de Kessler da competição, o título mundial de Kessler foi declarado vago, de forma que, em sua terceira luta no torneio, Froch enfrentou o ex-campeão mundial dos médios Arthur Abraham, em um combate valendo o título de campeão mundial dos super-médios pelo Conselho Mundial de Boxe. Realizado em novembro de 2010, esse combate entre Froch e Abraham terminou com uma vitória convicente de Froch, que assim conseguiu reaver seu antigo cinturão.
Chegando às semi-finais da competição, em junho de 2011, Froch defendeu seu título mundial com sucesso, após derrotar o veterano Glen Johnson, que havia entrado nesse torneio para suprir a ausência deixada por Mikkel Kessler. Desta forma, após realizar quatro lutas, ao longo de um período de dois anos, Froch havia se qualificado para disputar a grande final do torneio contra Andre Ward, em uma luta de unificação de cinturões. 
Após ter sido adiado uma vez, o tão esperado confronto entre Froch e Ward enfim se sucedeu em dezembro de 2011, quando os dois lutadores subiram ao ringue para decidir a final do torneio Super Six. Froch e Ward fizeram um combate bastante equilibrado, ao término do qual Ward foi declardo o vencedor unânime, por uma vantagem mínima nos pontos. Derrotado no ringue, Froch não apenas deixou escapar o título do torneio, como também acabou perdendo seu cinturão de campeão mundial do Conselho Mundial de Boxe para Ward. 

## Ligações internas
- Lista dos campeões mundiais de boxe dos super-médios